# 陈济成
陈济成（1896年—？），上海嘉定人，祖籍浙江宁波镇海，教育家，抗日战争期间加入汪精卫政权。
抗日战争前，陈济成担任过上海工部局华委员、私立上海中学校长。他还曾创办上海最早的幼稚师范学校——上海私立幼稚师范学校并任校长，同时从事幼儿教育研究，著有《儿童文学研究》（与陈伯吹合著）、《幼稚教育学》（与杨道弘合著）、《儿童教育论文集》等。
抗战期间，陈济成加入汪精卫政权，任中央候补监察委员兼社会部部长。1940年3月30日至1941年12月31日出任国民政府行政院侨务委员会委员长，1941翌年兼任行政院政务委员。1942年3月11日任行政院边疆委员会委员长。1943年又任国民政府委员、驻满洲国大使。抗战结束后被逮捕并关押在上海提篮桥监狱。
陈济成还是围棋大师陈祖德、报告文学家陈祖芬姐弟的祖父。

## 著作
- 《我参加汪伪政府的经过》，陈济成遗作，《上海文史资料选辑》第57期，1987年2月。
- 《儿童文学研究》（与陈伯吹合著）,1935年北新书局。
- 《M不平等条约浅说》·陈济成编著·1935版